# Список наград и номинаций NewJeans
Список наград и номинаций южнокорейской гёрл-группы NewJeans включает в себя пять музыкальных наград и 13 номинаций, а также пять побед на различных музыкальных шоу (M Countdown, Music Bank, Inkigayo, Show! Music Core).
22 июля 2022 года NewJeans выпустили сингл «Attention», а 23 июля сингл «Hype Boy». Дебют группы состоялся 1 августа 2022 года с мини-альбомом New Jeans. Сингл «Attention» из этого альбома завоевал пять побед на музыкальных шоу. Также NewJeans получили награды «Новичок года» и «Артист Топ-10» на Melon Music Awards, награду «Следующий лидер» на The Fact Music Awards, награды «Дебют года» и Гран-при в категории «Выступление года» на Asia Artist Awards по результатам 2022 года.

## Музыкальные премии

### Asia Artist Awards
| Год  | Категория                            | Номинант | Результат | Прим. |
| ---- | ------------------------------------ | -------- | --------- | ----- |
| 2022 | «Выступление года» (Гран-при)        | NewJeans | Победа    | [ 1 ] |
| 2022 | «Дебют года» (музыка)                | NewJeans | Победа    | [ 1 ] |
| 2022 | DCM Popularity Award – Female Singer | NewJeans | Номинация | [ 2 ] |
| 2022 | Idolplus Popularity Award – Music    | NewJeans | Номинация | [ 3 ] |

### Genie Music Awards
| Год  | Категория              | Номинант | Результат | Прим. |
| ---- | ---------------------- | -------- | --------- | ----- |
| 2022 | «Лучший женский дебют» | NewJeans | Номинация | [ 4 ] |

### Melon Music Awards
| Год  | Категория                 | Номинант  | Результат | Прим. |
| ---- | ------------------------- | --------- | --------- | ----- |
| 2022 | «Артист Топ-10»           | NewJeans  | Победа    | [ 5 ] |
| 2022 | «Новичок года»            | NewJeans  | Победа    | [ 5 ] |
| 2022 | «Лучшая женская группа»   | NewJeans  | Номинация | [ 6 ] |
| 2022 | «Артист года»             | NewJeans  | Номинация | [ 6 ] |
| 2022 | «Награда за популярность» | NewJeans  | Номинация | [ 6 ] |
| 2022 | «Альбом года»             | New Jeans | Номинация | [ 6 ] |

### Mnet Asian Music Awards
| Год  | Категория                                          | Номинант    | Результат | Прим. |
| ---- | -------------------------------------------------- | ----------- | --------- | ----- |
| 2022 | «Лучшее танцевальное выступление» (женская группа) | «Attention» | Номинация | [ 7 ] |
| 2022 | «Песня года»                                       | «Attention» | Номинация | [ 7 ] |
| 2022 | «Артист года»                                      | NewJeans    | Номинация | [ 7 ] |
| 2022 | «Лучший новичок» (женская группа)                  | NewJeans    | Номинация | [ 7 ] |
| 2022 | «Топ-10 по версии фанатов мира»                    | NewJeans    | Номинация | [ 7 ] |

### The Fact Music Awards
| Год  | Категория                   | Номинант | Результат | Прим.  |
| ---- | --------------------------- | -------- | --------- | ------ |
| 2022 | «Следующий лидер»           | NewJeans | Победа    | [ 8 ]  |
| 2022 | «Выбор FAN N STAR" (артист) | NewJeans | Номинация | [ 9 ]  |
| 2022 | «Четыре звезды»             | NewJeans | Номинация | [ 10 ] |
| 2022 | «idolplus Popularity»       | NewJeans | Номинация | [ 11 ] |

## Музыкальные шоу

### Inkigayo
| Год  | Дата       | Песня       | Прим.  |
| ---- | ---------- | ----------- | ------ |
| 2022 | 21 августа | «Attention» | [ 12 ] |
| 2022 | 28 августа | «Attention» | [ 13 ] |

### M Countdown
| Год  | Дата       | Песня       | Прим.  |
| ---- | ---------- | ----------- | ------ |
| 2022 | 18 августа | «Attention» | [ 14 ] |

### Music Bank
| Год  | Дата       | Песня       | Прим.  |
| ---- | ---------- | ----------- | ------ |
| 2022 | 19 августа | «Attention» | [ 15 ] |

### Show! Music Core
| Год  | Дата       | Песня       | Прим.  |
| ---- | ---------- | ----------- | ------ |
| 2022 | 20 августа | «Attention» | [ 16 ] |